# Hapoël Hadera Football Club
Maillots
Le Hapoël Hadera–Giv'at Olga "Shulem Schwarz" Football Club (en hébreu : מועדון כדורגל הפועל חדרה–גבעת אולגה שולם שוורץ), plus couramment abrégé en Hapoël Hadera, est un club israélien de football fondé en 1930 et basé dans la ville de Hadera.

## Histoire
Depuis 1930 il existe plusieurs clubs de football à Hadera, évoluant au deuxième ou troisième niveau du pays voire dans des divisions inférieures. En 2006, il est décidé de fusionner tous les clubs de la ville en un seul se nommant Hapoël Ironi Eran Hadera. Dès sa première saison, le nouveau club est promu en troisième division israélienne.
En 2015, le club se renomme Hapoël Hadera.
En 2017, le club est promu en deuxième division, la saison suivante il termine vice-champion et de ce fait est de suite promu en première division.
Dans sa première saison en Ligat ha’Al le club termine à la 6e place de la saison régulière et participe à la phase finale du championnat, il atteint également la demi finale de la Coupe d'Israël.

## Palmarès
| \| - Championnat d'Israël D2 (6) : - Champion : 1940, 1949-50, 1953-54, 1969-70, 1972-73 et 1976-77. - Championnat d'Israël D3 (3) : - Champion : 1961-62, 1981-82 et 2016-17. \| \| - Championnat d'Israël D5 (1) : - Champion : 2007-08. - Coupe d'Israël D2 (2) : - Champion : 1985-86 et 1988-89. \| |  | |
| - Championnat d'Israël D2 (6) : - Champion : 1940, 1949-50, 1953-54, 1969-70, 1972-73 et 1976-77. - Championnat d'Israël D3 (3) : - Champion : 1961-62, 1981-82 et 2016-17. |  | - Championnat d'Israël D5 (1) : - Champion : 2007-08. - Coupe d'Israël D2 (2) : - Champion : 1985-86 et 1988-89. |

## Personnalités du club

### Présidents du club
- Oren Golan

### Entraîneurs du club
| - Meni Koretski - Szaron Mimer | - Ori Guttman - Nissim Avitan |